# 妖虫
『妖虫』（ようちゅう）は、江戸川乱歩作の長編スリラー探偵小説。1933年（昭和8年）、雑誌『キング』の12月号から翌1934年（昭和9年）の10月号まで連載され、その年の12月に新潮社から単行本化された。乱歩作品の常連探偵「明智小五郎」とは別の私立探偵「三笠竜介」が登場する。本格的な謎解きよりも怪奇・残虐色が濃い作品だが、最後に賊の首領の正体（真犯人）が指摘される構造になっている。本作における「妖虫」とは、赤いサソリ である。

## あらすじ
探偵小説好きの大学生相川守は、レストランで妹の珠子とその家庭教師殿村京子の三人で会食したさい、殿村の読唇術 により、向かいの席の「青眼鏡の男」と相方が、明晩ある空家で行われる犯罪の打ち合わせをしていることを知り、翌日の夜、好奇心からその空家を訪ねてみる。そこで守が見たものは、5日前行方不明となった有名な美人女優、ミス・ニッポンの春川月子が無残に殺される現場だった。現場には赤いサソリの絵が血で描かれていた。警察で取り調べを受けたあと、守は例の青眼鏡の男を見つけ尾行するが、その男から、次の標的は、雑誌で非公式ながらミス・トウキョウに選ばれたこともある美人女学生、守の妹の珠子であると告げられ、おののく。
「赤サソリ」の予告を裏付けるように相川邸にはサソリの絵や死骸が次々に出現する。警察は頼りにならないと見た守は、老齢の名探偵三笠竜介の助力を求め探偵の家へ赴くが、賊の罠にかかり、守ばかりか三笠までもが落とし穴に閉じ込められる。そのあいだに、偽者の三笠が相川家から珠子を連れ出し、餌食にしかかる。そこに、落とし穴を脱し、賊たちの運転手に化けていた三笠と守とが正体を見せ、阻止するのに成功するかに見えたが、三笠は張り子の岩の中に隠れていた賊の一味に刺され、珠子は再び拉致され、のち遺体となって、銀座の有名店のショー・ウィンドウでマネキン人形代わりに飾られてしまう。
教え子を惨殺されて失意の殿村京子は相川家を去り、相川家とも親しく、また珠子の女学校の先輩でもあった桜井家の美しい娘である品子の家庭教師となるが、今度は美人ヴァイオリニストとしても知られるその品子が「赤サソリ」の標的となる。珠子の時と同じように、桜井邸の中にサソリの絵や死骸が出現し、ついには巨大な動く赤サソリが出現する。妹の仇をとることと、品子への想いから桜井邸に出入りしていた守はそれを見つけ飛び掛かるが、中に入ってそれを動かしていたのは子供のように小さな人物らしいと思った瞬間に、後ろから誰かに薬をかがされ気を失い、翌日オフィス街で同じ赤サソリの着ぐるみに入れられてさらし者にされる。
一方、桜井邸では、同じ赤サソリの着ぐるみが座敷に置かれていた。品子の父の桜井氏が警察に頼んでそれを運び出させ、警察に警備を強化してもらおうとした矢先、寝室から品子が消える。先ほど来た警察は偽物、賊の一味で、品子はあの着ぐるみの中に入れてさらわれたのだ。
やがて関係者一同が桜井邸に集まって善後策を講じているところに老探偵三笠がやってくると、今から1時間後の3時に諸君の目の前で品子の血が流されるだろうという「赤サソリ」からの予告状がその場で見つかる。三笠は品子消失の経緯をあらためて聞くため、守と2階にあがるが、戻ってくると、2時半に賊は逮捕され、品子は無事に帰るであろうという自分の予告状を見せつけた上、犯人は今この部屋にいると言って場を驚かす。そのとき、張り子の石の中や着ぐるみの中にいた人物として、三笠の助手がつれてきた女一寸法師が、母親と呼んで駆け寄ったのは殿村京子であった。残る手下も皆すでに白状した、犯人はあなただと語る三笠の指摘をうべなった殿村だが、もう3時を過ぎた。品子はもう殺されていると勝利を宣言する。品子は実はこの家の2階の天井裏に監禁されており、そこで今日の3時ジャストに殺す仕掛けを施したのだと殿村は笑う。しかし一同が2階にあがってみると、そこには生きている品子がいた。三笠は「諸君の目の前で」という予告状の文言からこの家の中のどこかに品子は監禁されていると察し、席を外したあいだに天井裏の品子を見つけ出していたのだ。警察が来るまでのあいだに殿村母娘は服毒し死す。それは醜く生まれついた女の、世の美女に対する復讐として行われたものであったことが殿村の残された手記から判明する。

## 解説
作者江戸川乱歩は、本作前年の1932年（昭和7年）の3月から二度目の休筆を行い、翌年1933年（昭和8年）の11月まで経営していた下宿屋「緑館」の売却、自宅転居、各地への放浪旅行などに時を費やしている。しかし、1933年11月から『新青年』誌での『悪霊』の連載を皮切りに、12月に本作、翌年1月には『黒蜥蜴』と『人間豹』の連載を開始、『悪霊』こそ連載3回で中絶してしまったものの、他の3連載は読者の喝采を博した。1934年は1時的にせよ乱歩復活の年となった。
冒頭から大女優のバラバラ殺人に始まり、見世物小屋、女一寸法師、少女誘拐、悪人と探偵の変装合戦、銀座街頭ショーウインドウへの死体陳列など、美醜相まみえる「乱歩調」と呼ばれるエロ・グロ路線が横溢した作品となっている。連載時の挿絵は岩田専太郎が担当し、中途で岩田が病気になったため、連載第8回から小林秀恒に交代した。
乱歩本人は「自註自解」として、「相変わらずの荒唐無稽小説だが、真犯人とその動機はちょっと珍しい着想であった」と述べている。この小説を書き始めて間もなく、乱歩宅へ満州の読者からかさばった封書が届いた。乱歩が「なんだろう」と開けてみると、「当地のサソリの現物をお目にかけます」との書とともに、「中から本物のサソリの死骸が現れて、ギョッとさせられた」という。
物語冒頭で、家庭教師の殿村による読唇術が犯罪露見のきっかけとなるが、このシチュエーションは、乱歩と親しい横溝正史が戦後発表した短編『鏡の中の女』に同じものが見られる。乱歩は本作で、私設電話交換機による通話のすり替え、ぬいぐるみによる誘拐のトリックを投入している。

## 主要登場人物
相川 守（あいかわ まもる）主人公で法学部に通う大学生。探偵小説の愛読者で、探偵に憧れている。妹の危機を知って私立探偵三笠竜介に助けを求め、彼に協力しながら事件の解決に挑む。
相川 珠子（あいかわ たまこ）守の妹。18歳 の女学生。美少女として評判が高い。赤サソリに誘拐され殺害される。その後美しく着飾られた遺骸が銀座の有名店のショーウインドーにさらされた。
殿村 京子（とのむら きょうこ）珠子の家庭教師。容貌は醜いが教養豊かで信仰心も篤く、相川家の人々の信頼も深い。十数年前に夫と別れたが、今でも「殿村夫人」と呼ばれている。読唇術を心得ている。
相川 操一（あいかわ そういち）多くの会社の重役を務める、守と珠子の父。
春川 月子（はるかわ つきこ）美貌の映画女優。赤サソリの最初の犠牲者。殺害されてバラバラ死体となって発見される。
桜井 品子（さくらい しなこ）20歳 になる美人ヴァイオリニスト。父は裕福な代議士。珠子の学校の先輩で守とも親しい。赤サソリに狙われ、誘拐される。
三笠 竜介（みかさ りゅうすけ）既に老人だが、名探偵と呼ばれている。冒頭部分で赤サソリ一味のため落とし穴に落とされる。相川珠子の死は防げなかったが、優れた知略で最後に桜井品子を無事救出し、赤サソリの正体も暴く。
青眼鏡の男赤サソリ一味の首領で常に大きな青眼鏡をかけている。美女を次々に誘拐しては惨殺する凶悪犯罪を主導する。立派な口ひげがあるが小柄で華奢な体格であり、三笠竜介探偵がそこに着目して正体を見抜く。

## 改作版
『妖虫』は、戦後、小林少年や明智小五郎探偵の活躍する少年向けの『少年探偵シリーズ』の一篇として改作され、さらに転じて映画化もされている。
- 『鉄塔の怪人』

1954年（昭和29年）、雑誌『少年』（光文社）1月号から12月号まで連載された。犯人は怪人二十面相に置き換えられていて、「妖虫」の正体は、サソリではなく少年読者に馴染み深いカブトムシに変更され、猟奇的・残酷な描写も削除されている。誘拐されるのも美少女ではなく富豪の息子の男児で、二十面相が要求する鉄塔王国建設ための献金を拒否した事への報復と、少年たちをカブトムシ軍団の兵士にするのが目的であった。小林少年の大活躍で二十面相の野望は砕かれ、結末でその最期（？）が描かれている。ポプラ社から刊行された『少年探偵シリーズ』では『鉄塔王国の恐怖』と改題。
- 『赤い妖虫』

1956年（昭和31年）2月、ポプラ社から単行本化され、『少年探偵シリーズ』にも収録されて1970年（昭和45年）に刊行。武田武彦 が代作者として『妖虫』を子供向けに書いたものであるが、原作をほぼそのまま踏襲したため、美少女が殺されるなどの残酷場面も、幾分残虐性を弱めつつ用いられている。
ストーリー上の大きな違いは相川守が青年から中学生になっており小林少年の友人であること、珠子が妹から姉に変更されていること、三笠探偵を明智小五郎に置き換えられていること などである。
- 『少年探偵団　かぶと虫の妖奇』・『少年探偵団 鉄塔の怪人』

『妖虫』そのものの映画化ではないが、1957年（昭和32年）に、『鉄塔の怪人』版を元に東映が映画化し公開した。関川秀雄監督。明智小五郎役は岡田英次、怪人二十面相役は加藤嘉。

## 出版
- 新潮社『黒蜥蜴・妖虫』　1934年12月
- 桃源社『江戸川乱歩全集』　1961年2月
- 角川文庫『黒蜥蜴』 1973年5月
- 創元推理文庫『妖虫』　1994年3月